# Tháp Mường Bám
Tháp Mường Bám, còn gọi là Thạt Bản Lào, là di tích kiến trúc nghệ thuật ở bản Lào xã Mường Bám huyện Thuận Châu tỉnh Sơn La, Việt Nam .
Tháp Mường Bám được Bộ Văn hóa, Thể thao và Du lịch xếp hạng là di tích lịch sử quốc gia tại Quyết định số 4064/QĐ-BVHTTDL ngày 24/10/2012.

## Vị trí
Tháp Mường Bám ở bản Lào, còn được gọi theo tiếng Lào là "Thạt Bản Lào". Tháp cách thị trấn Thuận Châu hơn 70 km về phía tây nam .
Đường đi từ thị trấn Thuận Châu theo đường tỉnh 108 đi 45 km đến thị tứ xã Co Mạ. Từ đó theo đường liên huyện đi Mường Bám khoảng 28 km là tới bản Lào.
Từ năm 2013 Thủy điện Nậm Hóa trên dòng Nậm Húa tại xã Mường Bám đã hoàn thành. Thạt Bản Lào ở cách Thủy điện Nậm Hóa 1 cỡ 1 km đường thẳng.

## Mô tả
Tháp do người dân tộc Lào xây dựng, đã chọn đất kỹ lưỡng theo phong thủy, là quả đồi có bề mặt rộng khoảng 1 ha, cách Nậm Húa khoảng 300 m.
Quần thể có 5 tháp, một tháp to ở giữa và 4 tháp con ở xung quanh theo 4 hướng Đông, Tây, Nam, Bắc. Mặt Tháp quay về hướng đông và nhìn ra ngã ba suối Nậm Húa. Núi chắn hai bên theo hướng Bắc, Nam tựa thế tay ngai. Bên trái, phải, phía sau Tháp có dẫy núi tựa người đang ngồi thiền. Quần thể Tháp có vị thế rất tĩnh lặng, uy nghi.
Tất cả năm tháp đều được xây bằng một loại vật liệu, chủ yếu là gạch vồ màu đỏ, kích thước lớn dài 35 cm, rộng 15 cm, dày 7 cm được gắn kết với nhau bằng vôi, cát, và mật. Các hoạ tiết hoa văn được làm bằng vữa đắp nổi, nhiều chỗ gắn thêm vào những hình đất nung trang trí.